# کاکودیلیک اسید
کاکودیلیک اسید (به انگلیسی: Cacodylic acid) با فرمول شیمیایی C۲H۷AsO۲ یک ترکیب شیمیایی با شناسه پاب‌کم ۲۵۱۳ است. که جرم مولی آن ۱۳۷٫۹۹۷۷ g/mol می‌باشد. شکل ظاهری این ترکیب، پودر یا بلورهای سفید است.